# Central hidroeléctrica Cañón del Pato
La Central hidroeléctrica Cañón del Pato es una central de generación de energía eléctrica ubicada sobre el río Santa en el departamento de Áncash en Perú. La central Cañón del Pato es una de las centrales que mayor energía aporta al Sistema Interconectado Nacional del Perú (SINAC).
Fue inicialmente concebida por el  ingeniero y científico aijino (ancash) Santiago Antúnez de Mayolo y luego diseñada por ingenieros franceses de la NERPYC y está considerada como una de las obras de ingeniería más destacadas del país andino y en su tiempo de diseño - del mundo.

## Ubicación
Esta Central está ubicada en el Distrito de Huallanca en la intersección de los ríos Santa, Quitaracsa y Huaylas, en la Provincia de Huaylas Departamento de Áncash, a 500 km al noreste de Lima y a 153 km al este de Chimbote.

## Historia
En mayo de 1913, el ingeniero Santiago Antúnez de Mayolo, con la premisa de que el río Santa, dados su caudal regular y el nivel desnivel de su trayectoria ofrecía grandes posibilidades para la generación hidroeléctrica, inició la primera exploración a la zona del Cañón del Pato.
Antúnez de Mayolo concibió en la zona un proyecto integral de desarrollo basado en la electricidad. Planteó, además de la construcción de una central hidroeléctrica, la instalación de una fábrica de abonos sintéticos que, alimentada por la hidroeléctrica, usara como insumo los minerales de la región. Luego de varios meses de investigación, a principios de 1915, Antúnez de Mayolo logró concluir el levantamiento del plano del Cañón del Pato, sintetizando el proyecto en un informe titulado “Proyecto de la instalación Hidro- Electro-Química del Cañón del Pato sobre el Río Santa, Perú”. Dicho documento fue presentado al Ministerio de Fomento y Obras Públicas como requisito para la formación del expediente de concesión del uso de las aguas del río Santa. 
Sin embargo, fue recién en 1943, luego que una misión de ingenieros norteamericanos confirmara la factibilidad del proyecto, que el gobierno del Presidente Manuel Prado creara la Corporación Peruana del Santa, no solo para aprovechar el hierro de Marcona construyendo una siderúrgica en Chimbote, sino para construir la hidroeléctrica del Cañón del Pato. La construcción de la Central empezó en julio de 1944, con la perforación de los túneles, trabajo que realizaron 1,200 trabajadores, ya que carecían de equipos de perforación. Con los años, la fuerza laboral alcanzó a los 2,500 obreros.
La construcción se vio retrasada por factores coyunturales y en 1954, el gobierno de Manuel Odría retomó el proyecto. Entonces, tras una licitación que fue ganada por un grupo de empresas francesas (SOGESA), se firmó un contrato que permitió culminar las obras. Así, el 21 de abril de 1958, el presidente Manuel Prado puso en marcha la Central Hidroeléctrica del Cañón del Pato entrando en operación con una potencia original de 50 MW. Aun así la planta en aquel entonces - debido a la configuración con una sola carga potente (la siderurgica en chimbote) era notablemente inestable.
Cañón del Pato (CdP) pues sufría de una endémica inabilidad de mantener estabilidad energética. Recién en 1960 se logró estabilizar la producción con el arduo trabajo de los Ingenieros peruanos Plinio Rodríguez y Lucho Montañez los cuales tras dominar los problemas de fluctuacion de frecuencia probaron que el sistema era estable e viable. Esto llevó en los años siguientes, debido a la demanda cada vez mayor de energía eléctrica, a que la Corporación Peruana del Santa (Ing. de las Casas) decida aumentar la capacidad de la central hidroeléctrica, de 50 MW a 100 MW. Estos trabajos se iniciaron en agosto de 1964 ya siendo el Ing. Montañez el gerente a cargo en CdP y Santiago Guerrero como Ing. asistente a emprender la obra. Estas obras se culminaron tres años después, en septiembre de 1967 en un tiempo récord (el Ing. Montañez fue premiado en USA por la Westinghouse con el título de Fellow Engineer por su destacada contribución durante la ejecución y puesta en marcha de las 2 nuevas unidades). Con ello se logró poner en marcha dos adicionales generadores westinghouse, de 25 MW cada uno, con lo que se elevó la capacidad de generación total de 50 MW a 100 MW.
CdP pasó a ser la Central modelo para el país.
La "tercera etapa" del Cañón del Pato se inició en 1975, tras la firma de un contrato entre Electroperú y Ganz Mavag. El proyecto, en ese entonces fue gerenciado por Plinio Rodríguez, Lucho Montañez, Raúl Nieto y Antonio Gago, todos ya veteranos de la operación de CdP en los años 70 y antes. Su inauguración se llevó a cabo en julio de 1981, alcanzando los 150 MW. Lamentablemente los sistemas húngaros nunca alcanzaron la eficiencia de los sistemas de la primera y 2.ª etapa, aun así con todo el ingenio de los ingenieros (Nieto y Gago) y técnicos peruanos se logró una muy gran eficiencia.
Siendo su lema: "la energía más cara es, la que no está disponible"
En junio de 1996, la hidroeléctrica, como parte de la Empresa de Generación eléctrica Nor Perú S.A.  pasó a ser propiedad de Inversiones Dominion Perú S.A, la cual cambió su razón social en 1999 a Egenor S.A.A. En este lapso se ejecutó el proyecto de remodelación de 100 MW en la cual (tras la inversión de 100 millones de USD) se aumentó la capacidad de CdP por otros 100MW. Esta gran obra planeada y ejecutada por los Ingenieros Garry Narron, Norman Giem y Luis Montañez en conjunto con ABB, Graña y Montero, Odebrecht, ACRES/Geosuelos y ML fue una increíble obra maestra la cual fue ejecutada sin perder ni un solo kW/h de producción durante los 18 meses de jecucion y todo esto en medio de uno de los efectos climáticos del "Niño" más fuertes jamás vistos en el Perú. Esta repotenciacion también marco la introducción de sistemas de control (PLC) avanzados para plantas hidroeléctricas en el Perú.
En 1999 Egenor fue adquirida por Duke Capital Corporation, de Estados Unidos. En julio de 2000, la denominación Egenor S.A.A. se cambió a Duke Energy International Egenor S.A.A. y, posteriormente a Duke Energy Egenor S. en C. por A., también conocida como Duke Energy Perú. El ingreso de Duke Energy luego permitió ampliar la capacidad instalada de Cañón del Pato, que tras una inversión de más de otros dos millones y medio de dólares para la construcción de embalses temporales en la cuenca del santa, pasó a tener en el presente una potencia efectiva de 263.491 MW.
Desde 2016, la Central Hidroeléctrica Cañón del Pato es operada por Kallpa Generación S.A., tras la adquisición de la empresa Orazul Energy Perú S.A. La central, ubicada en el distrito de Huallanca, región Áncash, fue inaugurada en 1958 y ha sido una de las principales fuentes de generación hidroeléctrica del país. Actualmente cuenta con una potencia instalada de 266 MW y forma parte del portafolio de generación eléctrica de Kallpa, que incluye otras centrales hidroeléctricas y termoeléctricas en el Perú.

## Operación
La hidroeléctrica Cañón del Pato genera su energía a partir de una caída de 415 metros de las aguas del río Santa. La planta, en caverna, está a una altitud de aproximadamente 1400 m.s.n.m.  Está compuesta por seis grupos de generación, cada uno accionado por dos turbinas hidráulicas tipo Pelton de eje horizontal y doble inyector.  Su potencia instalada es de 266 MW. Generación Hidráulica 

Para poder generar su máxima capacidad instalada necesita de 76 m3/s de agua. En la época de avenidas el río Santa lleva caudales promedios de 250 m3/s. , sin embargo en la época de estiaje el caudal llega a bajar hasta 30 m3/s., no siendo posible para la central generar su máxima capacidad. Por ello, la central cuenta con un sistema de almacenamiento de agua en las lagunas interandinas cercanas; Parón, Cuchillacocha, Aguashcocha y Rajucolta, así como en el reservorio de San Diego 1 y 2.

## Impacto social
Como uno de los más importantes aportantes energéticos del país, Cañón del Pato tiene una importancia vital para el desarrollo del Perú. Asimismo, la correcta gestión de los recursos hídricos se ha convertido en clave para el desarrollo de la agricultura desde las alturas altoandinas, donde prevalece la agricultura de autosu sistencia, hasta su desembocadura en la costa peruana, con esquemas agrícolas industrializados. De ahí que en el año 2009 comuneros vinculados a la laguna Parón tomarán las instalaciones de generación para exigir el control del agua. Este problema llevó a la conformación de una Mesa de Diálogo entre la empresa, comunidades y autoridades, lográndose concluir efectivamente el proceso en febrero de 2014.
Adicionalmente Duke Energy Perú realiza en las comunidades vinculadas a la operación de Cañón del Pato y sus lagunas una serie de programas para mejorar la calidad de vida de las poblaciones en tres ejes: Salud, Educación y Desarrollo Económico Productivo. Utiliza para ello un enfoque participativo y concertado; es decir, requiere la participación activa o cofinanciamiento de los beneficiarios del proyecto para que una vez implementado, cada proyecto se autogestione y puedan continuar en funcionamiento aún sin la participación de la empresa.